# Coelorinchus acutirostris
Coelorinchus acutirostris es una especie de pez de la familia Macrouridae en el orden de los Gadiformes.

## Morfología
• Los machos pueden llegar alcanzar los 22,3 cm de longitud total.

## Hábitat
Es un pez de aguas profundas que vive entre 291-320 m de profundidad.

## Distribución geográfica
Se encuentra en las Filipinas y Australia.